# ファイッキオ
ファイッキオ（イタリア語: Faicchio）は、イタリア共和国カンパニア州ベネヴェント県にある、人口約3,600人の基礎自治体（コムーネ）。

## 地理

### 位置・広がり
ベネヴェント県北西部のコムーネ。県都ベネヴェントから西北西へ30kmの距離にある。

#### 隣接コムーネ
隣接するコムーネは以下の通り。括弧内のCEはカゼルタ県所属を示す。
- クザーノ・ムトリ
- ジョーイア・サンニーティカ (CE)
- プリアネッロ
- ルヴィアーノ (CE)
- サン・ロレンツェッロ
- サン・サルヴァトーレ・テレジーノ

## 行政

### 分離集落
ファイッキオには、以下の分離集落（フラツィオーネ）がある。
- Fontanavecchia, Cortesano, Faicchio centro, Massa, Marafi, Casali, Macchia, Caudara.